# Théo Brochard
Théo Brochard (23 de mayo de 2003) es un deportista suizo que compite en esgrima, especialista en la modalidad de espada. En los Juegos Europeos de Cracovia 2023 consiguió una medalla de plata en la prueba por equipos.

## Palmarés internacional
| Juegos Europeos | Juegos Europeos    | Juegos Europeos  | Juegos Europeos    |
| Año             | Lugar              | Medalla          | Prueba             |
| --------------- | ------------------ | ---------------- | ------------------ |
| 2023            | Cracovia (Polonia) | Medalla de plata | Espada por equipos |